# Ейстейн Ерлендссон
Ейстейн Ерленнссон (норв. Øystein Erlendsson, давньонорвезькою: Eysteinn Erlendsson, лат. Augustinus Nidrosiensis, Норвегія — 1188, Тронгейм, Норвегія) — архієпископ Нідароса (Тронгейма), святий Католицької церкви.

## Біографія
Його сім'я походила з Тренделага і він був споріднений з більшістю місцевої знаті. Дата його народження та місце народження не згадуються в джерелах, вважається, що він народився між 1120 і 1130 роками. Навчався в Парижі. Як священник, працював стюардом у короля Інге І.
Був другим архієпископом Нідаросу (Тронгейма), якого призначили на архієпископську посаду у 1157 році. Протягом тривалого й енергійного єпископства він намагався звільнити норвезьку церкву від контролю аристократії та зміцнити її зв'язки з Римом.
Ейстейну було надано статус папського легата папою Олександром ІІІ і у такий спосіб він став інструментом для впровадження справедливого законодавства й заснування будинків для священників, котрі жили в спільноті. Відіграв активну роль у політичних справах країни, і через його підтримку короля Магнуса V проти його королівського суперника Сверріра Сігурдсона, Ейстейн був змушений шукати притулку в Англії. Жив у абатстві Сент Едмундсбері, і саме там він написав свою відому агіографічну роботу «Страсті Олафа» (Passio Olavi) — про життя цього святого, манускрипт якої було віднайдено в Англії. Ймовірно теж, що він відвідав і святиню Святого Томаса Бекета, кого він дуже шанував і згадував.

## Участь в громадянській війні
Правління короля Інге І припало на початок періоду, відомого як епоха громадянської війни в Норвегії. Перш ніж Ейстейн зміг повернутися на своє місце, короля Інге вбив його племінник, Гокон Сігурдссон. Прихильники короля Інге зібралися під керівництвом Ерлінга Скакке з його сином Магнусом як кандидатом у королі. Ерлінг Скакке був одружений з принцесою Крістін, дочкою короля Сігурда Хрестоносця. Це був перший випадок, коли престол перейшов до когось, хто не був королівським сином.
Гокон Сігурдссон був розбитий і загинув в 1162 році; однак залишалася можливість появи іншого претендента на трон. У цій ситуації єпископ Ейстейн та Ерлінг Скакке стали природними союзниками. Церква давно бажала реформувати норвезьке королівство за європейським зразком. Особливо вона хотіла припинити традицію мати кількох королів, що в минулому часто призводило до війни та заворушень. Окрім того, єпископ Ейстейн хотів, щоб на королівський трон мали право лише законні сини. Якби переміг Магнуса Ерлінгссон, ці цілі було б досягнуто. У 1163 р. було введено новий закон про правонаступництво (agnatisk suksesjon). Натомість єпископ Ейстейн коронував Магнуса королем Норвегії. Така церемонія відбулася вперше в Норвегії.
Після того, як Сверрір Сігурдсон в 1179 році в битві при Калвскіннеті (біля Тронхейму) розбив Ерлінга Кривого, Ейстейн був змушений втікти з країни і шукати притулку в Англії в абатстві Сент Едмундсбері. Ейстейн повернувся до Норвегії у 1183 році, і примирився з новим королем Сверріром (Сверріром І) ще до остаточної поразки і загибелі короля Магнуса V 15 червня 1184 року у вирішальній битві при Фімрейті.
Він помер декілька років пізніше. Його мощі були зберігалися у кафедральному соборі в Нідаросі (Тронгеймі); у 1229 році норвезькі єпископи на спільній раді проголосили його святим.
День пам'яті — 26 січня.

## Джерело
- Donald Attwater with Catherine Rachel John. The Penguin Dictionary of Saints. Third Edition. London: Penguin Books, 1995, сс. 128—129. (англ.)